# Cadwallon ap Cadfan

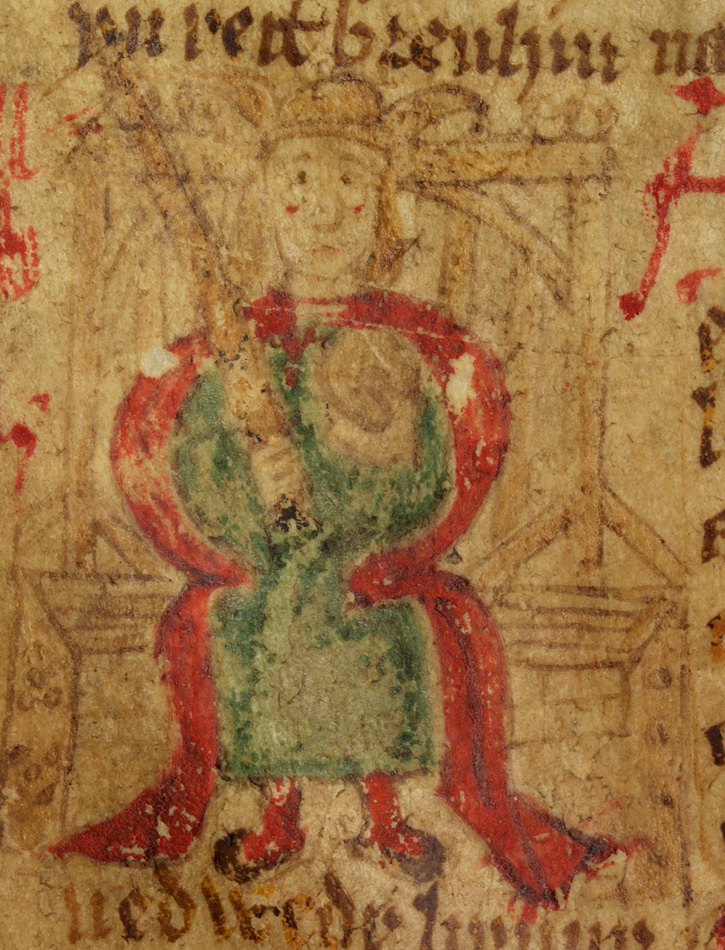

Cadwallon ap Cadfan (Latijn: Caedualla; ca. 591-634) was een Britse koning van Gwynedd in het huidige Wales. Hij werd koning na de dood van zijn vader Cadfan ap Iago, in ca. 625.
Enige tijd later (ca. 629) werd Gwynedd binnengevallen door bretwalda Edwin van Northumbria. Cadwallon werd verslagen, en moest vluchten naar Ierland.
Cadwallon keerde met een leger naar het Britse vasteland terug, en sloot een verbond met Penda, koning van Mercia. Hij wist Gwynedd terug te veroveren, en samen met Penda trok hij op tegen Northumbria. In de slag bij Hatfield Chase (12 oktober 633) werd Edwin vernietigend verslagen, waarschijnlijk de eerste grote overwinning van de Romano-Britten op de Angelsaksen sinds de slag bij Mons Badonicus, meer dan honderd jaar eerder.
Na de slag viel het koninkrijk Northumbria uit elkaar. Deira en Bernicia kregen weer aparte koningen. Cadwallons legers bleven plundertochten in het gebied uitvoeren, zij veroverden York en gingen op bloedige wijze te keer. De beide opvolgers van Edwin, Osric van Deira en Eanfrith van Bernicia, kwamen ook om het leven. Cadwallon leek Northumbria veroverd te hebben. In 634 werd het leger van Cadwallon echter in de slag bij Heavenfield verslagen door Eanfriths broer en opvolger, Oswald. Cadwallon zelf sneuvelde in deze slag.
Cadwallon werd niet opgevolgd door zijn zoon Cadwaladr, maar door Cadfael ap Cynfedw.